# コブルナス公国
コブルナス公国（リトアニア語: Kobrynės kunigaikštystė）は、1404年から1519年にかけて存在したリトアニア大公国の分領公国である。
首都はコブルナス（現ベラルーシ・コブルィン）に置かれ、ゲディミナス朝のコブリンスキアイ（コブルナス）家(lt)が公国を統治した。

## 歴史
コブルナス公国成立以前、公国領は、リューリク朝のヴォルィーニ公の支配圏内（ヴォルィーニ公国領）にあった。コブルナス（コブルィン）の年代記上の初出はイパーチー年代記の1287年の項である。14世紀初頭、リューリク朝系のガーリチ・ヴォルィーニ公国は力を失い、食指を伸ばしていたポーランド王国、リトアニア大公国による争奪戦（ガーリチ・ヴォルィーニ戦争）も行われた。争奪戦はポーランド優位に進み、ガーリチ・ヴォルィーニ公国領の大部分はポーランドに属したが、コブルナスはリトアニア領となった。リトアニア大公アルギルダスはコブルナスを子のテオドラスに預けた。

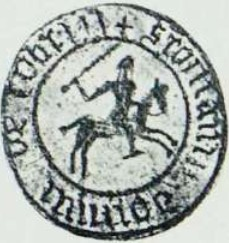
ロマナスの印章（1387年）

1387年に、テオドラスの子ロマナス(ru)をコブルナス公として言及した史料があり、これをコブリンスキアイ（コブルナス）家発祥の年とみなす見解がある。また、1404年にリトアニア大公ヴィータウタスが、ロマナスのコブルナスと周辺都市の統治権を承認しており、この年をコブルナス公国成立とみなす見解もある。ロマナスに関しては、1416年以降、史料上に言及がみられなくなる。
ロマナスの後はその子のシモナス(ru)が公国を継いだ。シモナスの統治期は、リトアニア大公位をめぐる内戦が勃発した時期でもあった。シモナスはシュヴィトリガイラ陣営に助成したが、同陣営は破れ、シュヴィトリガイラに加担した罰としてラトノ(ru)を没収された。

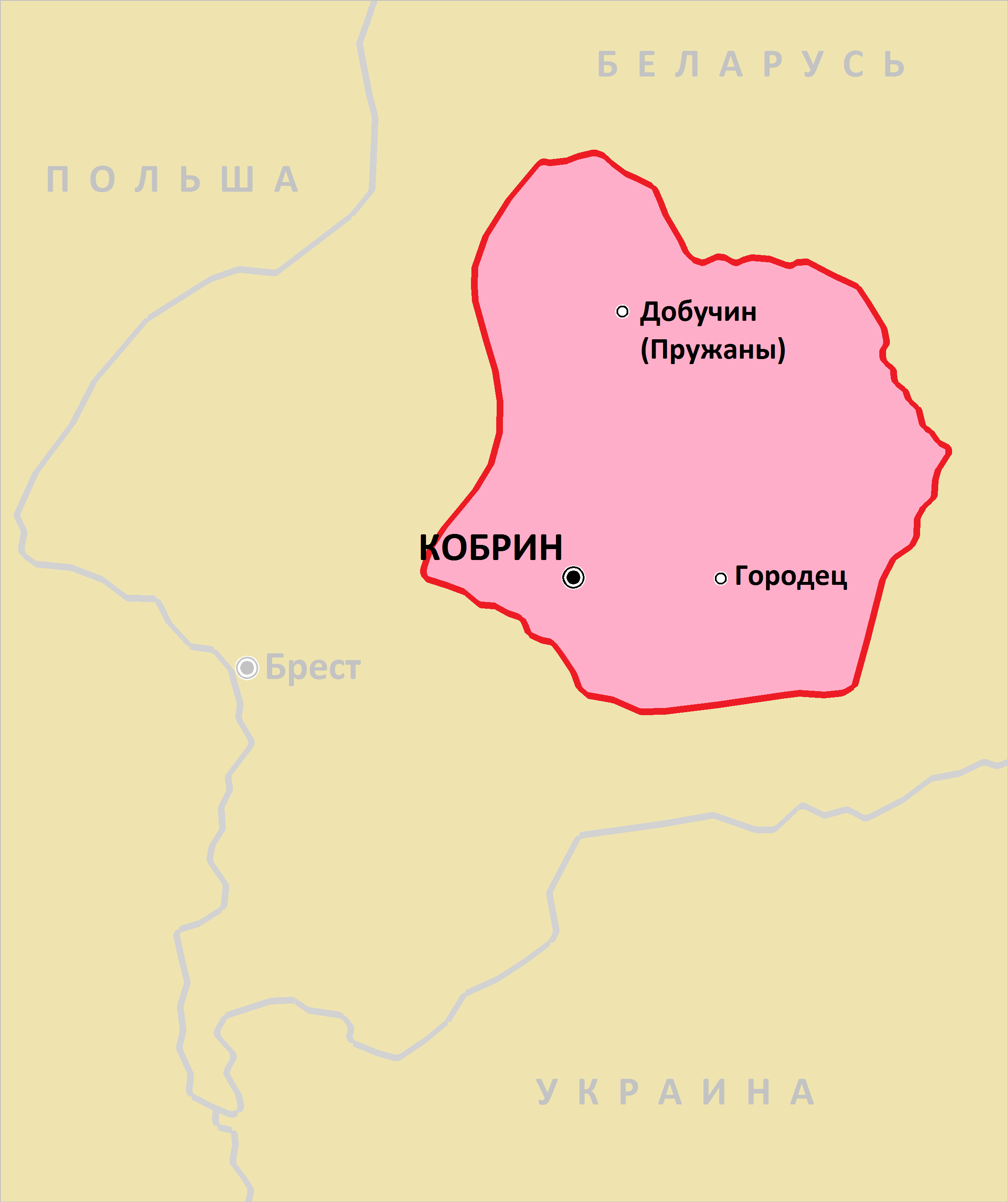
15世紀の公国領。КОБРИН：コブルナス（現コブルィン）。Пружаны：プルジャヌィ、Городец：ゴロデツ(ru)。

シモナスの後はその子のヨナスが公国を継いだ。ヨナスは妻テオドラ(ru)と共に、修道院や教会の建設に尽力した。ヨナスの没年は1491年頃と推測されるが、詳細は不明である。また、ヨナスの死後、リトアニア大公アレクサンドラスは、テオドラの相続権を承認したため、コブルナス公国はテオドラの所領となった。1508年、テオドラはカトリックに帰依し、ヴィルノ県知事(ru)・リトアニア大公国宰相(ru)のミカロユスと再婚した。テオドラは1512年に死亡した。
コブルナス公国の最後の統治者は、シモナスの娘のアナであった。しかし1518年にアナが死亡すると、リトアニア大公ジーギマンタスは公国領をスタロストフォ(ru)（行政区分名）へと改編し、自身の配下にその管轄を任せた。以降、同地に公が立てられることはなかった。

## コブルナス公
括弧内は在位年。推定年を含む。
- ロマナス(ru)（1386年 - 1416年）
- シモナス(ru)（1416年 - 1460年）
- ヨナス（1460年 - 1491年）
- テオドラ(ru)（1491年 - 1512年）
- アナ（1512年 - 1518年）